# J. O. C. Orton
J. O. C. Orton (1889 — 1962), nascido John Overton Cove Orton, foi um roteirista britânico. Ele foi chefe do departamento de história para Gaumont British e escreveu roteiros de comédia para grande astros do cinema como, Will Hay, Jack Hulbert e Arthur Askey.

## Filmografia selecionada
- Soldiers of the King (1933)
- Brown on Resolution (1935)
- Turn of the Tide (1935)
- The Flying Doctor (1936)
- Everything Is Thunder (1936)
- Non-Stop New York (1937)